# Toschia concolor
Toschia concolor là một loài nhện trong họ Linyphiidae.
Loài này thuộc chi Toschia. Toschia concolor được Lodovico di Caporiacco miêu tả năm 1949.